# Querelle des Bouffons
 (octobre 2023).
- Si vous ne connaissez pas le sujet, laissez ce bandeau (vous pouvez alors contacter les auteurs).
- Si vous supprimez le contenu mis en cause (vous pouvez préalablement contacter les auteurs),

argumentez précisément cette suppression dans la page de discussion
(un manque de référence n'est pas un argument ; une recherche réelle de référence doit avoir été effectuée, être formellement documentée).
Pour les articles homonymes, voir Bouffon (homonymie).

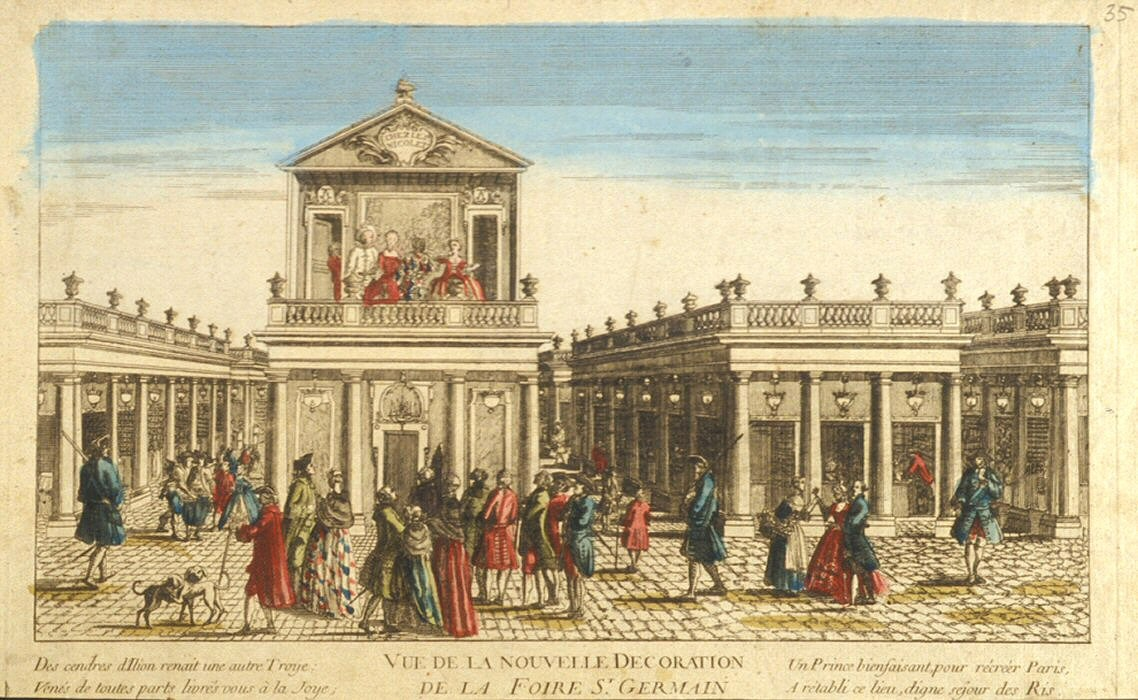
Illustration de la nouvelle décoration de la Foire Saint-Germain

La querelle des Bouffons ou guerre des Coins est un débat esthétique qui a opposé au cours des années 1752 – 1754 les défenseurs de la musique française groupés derrière Jean-Philippe Rameau (coin du Roi) et les partisans d'une nouvelle ouverture aux horizons musicaux ultramontains (coin de la Reine). Parmi eux le philosophe Jean-Jacques Rousseau (musicien amateur, rédacteur d'articles musicaux dans L'Encyclopédie et compositeur très secondaire). Ces derniers défendaient l'italianisation de l'opéra français (donc de la tragédie lyrique, forme éminemment française créée sous Louis XIV, donc en plein XVIIe siècle, mais par un homme d'origine italienne, Jean-Baptiste Lully, à partir de cette forme théâtrale et musicale née en Italie, appelée en italien : opera...). On sait que l'influence de la musique italienne a été importante au cours des XVIIe et XVIIIe siècles. Cette querelle des Bouffons, querelle d'ordre esthétique, avait succédé à une autre vague d'italianisation, apparue vers 1697-1698 (avec par exemple, dès 1700, la naissance de la cantate française, imitée de l'Italie). Ces querelles ont été parfois sévères mais en 1724 François Couperin employa l'expression des Goûts réunis pour désigner l'union que, déjà, il avait su créer entre les deux « nations » musicales.

## Un choc culturel
La querelle éclate le 1er août 1752, lorsqu'une troupe itinérante italienne, celle d'Eustachio Bambini, s'installe à l'Académie royale de musique pour y donner des représentations d'intermezzi et d'opera buffa. Ils débutent avec la représentation de La serva padrona de Pergolèse. La même œuvre avait déjà été donnée à Paris en 1746, mais sans attirer l'attention le moins du monde. C'est le fait même de l'avoir présentée à l'Académie royale qui crée le scandale. L'Académie royale n'a pas la plasticité de la Comédie-Française où l'on peut sans problème alterner des tragédies avec les comédies ou les farces de Molière. Le comique à l'Académie royale de musique a toujours été assez limité. Néanmoins, la troupe (italienne) des « Grands comédiens de l'Hôtel de Bourgogne » avait été chassée du royaume en 1697 à la demande des « Comédiens français » (du fait de la forte concurrence qu'ils représentaient), avant d'être rappelés sous la Régence, en 1716.
Au XVIIIe siècle, l'opéra italien a fortement évolué, plus rapidement que la tragédie lyrique ou tragédie en musique (typiquement française) jusqu'à se scinder en deux genres, l’opera seria (avec des thèmes sérieux sur des livrets d'Apostolo Zeno et de Metastase) et l’opera buffa ou opéra humoristique (de buffo = qui prête à rire, grotesque, bouffon) qui introduit au théâtre des intermèdes comiques empreints de légèreté, de naïveté, de simplicité, n'hésitant pas à introduire de l'irrationnel aussi bien que la trivialité du quotidien.
Si le « ballet bouffon » que pouvait représenter Platée, tragédie en musique de Rameau (1745), faisait déjà place à des éléments comiques (assonances en « oi » imitant le coassement des grenouilles etc.), c'est plutôt en tant qu'éléments parodiques du genre. La pièce tenait d'ailleurs une place marginale jusqu'à l'éclatement de la querelle. En revanche, ce qu'on appellera par la suite l'opéra-bouffon ne se contente pas de parodier le genre sérieux mais il produit un type de comique original, plus populaire, assez proche de la farce et de la commedia dell'arte (comédie de masques). Ce type de théâtre avec musique s'était également développé à Paris, à partir de 1712, avec les arlequinades du théâtre de la foire. En France, il donnera naissance à une forme nouvelle, rapidement envahissante et moins ambitieuse : l'opéra-comique.
C'est dans cette continuité prolongée et renouvelée que le succès de ces « bouffons » va encore une fois diviser le public professionnel et amateur en deux clans. Entre partisans de la tragédie lyrique, royale représentante du style français, et sympathisants de l'opéra-bouffon, truculent défenseur de la musique italienne, va naître une véritable querelle esthétique qui se manifestera sous une forme pamphlétaire et qui animera les cercles musicaux de la capitale française jusqu'en 1754.

## Le rôle de Jean-Jacques Rousseau
L'année 1753, une année après l'arrivée des Bouffons, Rousseau publie un pamphlet (Lettre sur la musique française), dans lequel il monte La Serva padrona en épingle, et à la fin de l'année, il en publie une édition gravée pour en diffuser un texte non corrompu. Ces deux  interventions vont peser lourd dans la réception de l'œuvre.
« Mais sans insister sur les Duo tragiques, genre de musique dont on n'a pas même l'idée à Paris, je puis vous citer un duo comique qui y est connu de tout le monde, et je le citerai hardiment comme un modèle de chant, d'unité de mélodie, de dialogue et de goût, auquel, selon moi, rien ne manquera, quand il sera bien exécuté, que des auditeurs qui sachent l'entendre : c'est celui du premier acte de la Serva padrona, Lo conosco a quegl'occhietti, etc. J'avoue que peu de musiciens français sont en état d'en sentir les beautés, et je dirais volontiers du Pergolèse, comme Cicéron disait d'Homère, que c'est déjà avoir fait beaucoup de progrès dans l'art, que de se plaire à sa lecture. »
Dans ce même texte, il fait l'apologie des qualités musicales de l'italien et accable de manière très partisane et personnelle le français :

« Je crois avoir fait voir qu'il n'y a ni mesure ni mélodie dans la musique française, parce que la langue n'en est pas susceptible ; que le chant français n'est qu'un aboiement continuel, insupportable à toute oreille non prévenue ; que l'harmonie en est brute, sans expression et sentant uniquement son remplissage d'écolier ; que les airs français ne sont point des airs ; que le récitatif français n'est point du récitatif. D'où je conclus que les Français n'ont point de musique et n'en peuvent avoir ; ou que si jamais ils en ont une, ce sera tant pis pour eux. »

Dans le monde musical, on lui tiendra rigueur de tels propos tant au titre d'amateur qu'à celui de polémiste fermé à l'esthétique française.

## Identité française et rivalités esthétiques
Parmi les pamphlétaires du bord opposé, le père Castel, pour qui seule la France peut prétendre à être la nation dominante en Europe, répondra en ces termes : 

« Une nation comme la française, dont l'unité est si parfaite depuis mille deux cents ans au moins, sous l'unité d'un grand et même empire ne souffre pas volontiers la supériorité trop marquée, trop prononcée, d'une nation quelconque qui n'a sur tout, ni sur cette étendue ni sur ce nombre, ni cette antiquité ni cette unité de patrie. »

À travers l'enjeu de domination culturelle, se joue surtout la confrontation de deux esthétiques. Dans la quarantaine de pamphlets qui émaillent la période, le contraste est récurrent entre une langue italienne toute musicale et un opéra italien qui privilégie le chant face à une langue française plus consonantique, plus articulée et un genre français plus soucieux du texte. De plus, pour le parti « français », le rire provoqué par l'opéra comique est considéré comme nocif parce qu'il fait perdre la maîtrise de soi et est contraire à la raison alors que le parti « italien » en appelle à l'emportement et à l'émotion.

## Renouvellement des formes
La même année, Rousseau venait de composer son petit opéra Le Devin du village, créé à Fontainebleau le 18 octobre 1752. Le qualificatif d'« intermède » le rattache explicitement au genre qu'illustraient au même moment les Bouffons sur la scène de l'Opéra, mais peut-on dire pour autant que Rousseau y ait réalisé son rêve d'italianiser l'opéra français ? Sa musique est bien loin de celle de Pergolèse. L'œuvre n'a pas choqué les autorités de la cour puisque Madame de Pompadour tint elle-même le rôle de Colin lors d'une représentation au château de Bellevue. Elle n'apparaissait donc pas subversive, et son caractère pro-italien ne sautait pas aux yeux, pour la bonne raison qu'au moment où il composait l'œuvre, il n'avait pas encore assisté aux représentations d'opéras italiens de l'Académie royale de Musique.
Dix-sept ans après une première version, créée en 1737, qui ne fut pas un succès durable bien que cet opéra renouvelât le rituel musical tragique inventé par Lully, Jean-Philippe Rameau proposa, en 1754, alors que les brocards de la Querelle des Bouffons fusaient encore, une version profondément remaniée de Castor et Pollux. Cette fois, l'œuvre, présentée comme le modèle du style français opposé au style italien, triomphait, et pour longtemps.
Le 30 juillet 1753, Jean Monnet présenta au théâtre de la foire une pièce d'Antoine Dauvergne intitulée Les troqueurs (en). Sur un livret de Vadé inspiré d'une fable de La Fontaine, l'œuvre fut composée dans un style italien, à la demande du directeur du théâtre. L'identité de Dauvergne fut d'abord déguisée et le compositeur a été présenté comme "musicien italien qui savait le français."  Enchantés, les partisans des Bouffons félicitèrent Jean Monnet pour cette création avant de découvrir la véritable identité du compositeur. L'Opéra fut un succès majeur de la scène parisienne, comme l'indiqua le Mercure de France :

« La musique de cet intermède, le premier que nous ayons eu en France dans le goût purement italien est de M. Dauvergne. Il n’y a personne qui n’ait été étonné de la facilité qu’a eue ce grand harmoniste à saisir un goût qui lui était tout à fait étranger. Le désir de voir une chose si singulière a attiré tout Paris à ce spectacle, et le plaisir y a appelé tous ceux qui sont sensibles aux charmes d’une bonne musique. »

En fin de compte, il apparaît que cette polémique, qui, après des débuts courtois, va s'envenimer quelque peu, et s'éteindra au bout de deux ans, aura constitué un grand moment d'ouverture de la musique française à des valeurs esthétiques nouvelles. La forme française, sans renoncer à elle-même, va s'ouvrir à des influences et renouveler le genre. À la Comédie-Italienne et au théâtre de la Foire (théâtre né en fait bien avant) en particulier, va se mettre en place un nouveau système d'opéra qui réutilise ce qui a été l'objet de la querelle : naturel et simplicité face à la richesse (harmonique entre autres) de la tragédie en musique.